# Balduí I d'Utrecht
Balduí I d'Utrecht o Boudewijn I van Utrecht (mort el 10 de maig de 995) fou bisbe d'Utrecht entre el 990 fins a 995.

## Biografia
Balduí va venir de la zona de Bamberg. Res se sap de sobre el seu mandat com a bisbe. Va ser enterrat a la catedral de Sant Martí d'Utrecht.